# دهستان مینوبار
دهستان مینوبار نام دهستانی در بخش اروندکنار شهرستان آبادان، استان خوزستان در ایران است. براساس سرشماری عمومی نفوس و مسکن (۱۳۹۵)، جمعیت آن ۱۰۵۷۴ نفر (۳۰۰۳ خانوار) بوده‌است.